# Gelgit
Gelgit — дебютный студийный альбом турецкой певицы Айлин Аслым, вышедший в 2000 году. В 2006 году альбом был переиздан звукозаписывающей компанией Pasaj Müzik.

## Об альбоме
В Gelgit вошли самые первые песни Айлин Аслым. Запись диска была начата в 1997 году и в этом же году закончена. К сожалению, из-за того, что альбом имел необычное звучание, звукозаписывающие компании не желали его издавать. В итоге, альбом был издан только в 2000 году. «Gelgit» стал первым в Турции альбомом в стиле электро-поп. В него вошли очень нежные, мягкие и несколько наивные песни.

## Список композиций
- Senin Gibi
- Dalgalar
- Zor Günler (Umudum Var)
- Yıldızlar Var
- Keşke
- 4 Gün 4 Gece
- Birgün
- Küçük Sevgilim
- Aynı
- Senin Gibi (Aylin Gibi)
- 4 Gün 4 Gece (Remix) (композиция вошла в переизданный в 2006 г. альбом)
- Senin Gibi (Remix) (композиция вошла в переизданный в 2006 г. альбом)

## Клипы
| Название                | Видеоряд |
| ----------------------- | -------- |
| Senin Gibi              |          |
| Zor Günler (Umudum Var) |          |
| 4 Gün 4 Gece            |          |

## Участники записи
- Айлин Аслым (Aylin Aslım) — вокал, тексты, музыка
- Erce Kaşlıoğlu — музыка (Keşke, Küçük sevgilim, Aynı), гитара, аранжировка
- Martin Spencer — ударные
- Melik Yirmibir — бас-гитара
- Umut Gökçen — гитара, аранжировка
- Ümit Kuzer — продюсер, аранжировка
- Atilla Şen — супервизор
- Martin 'Cru' Spencer — запись, микс
- Kevin Metcalfe — мастеринг